# Forêt palatine
La forêt palatine ou forêt du Palatinat (der Pfälzerwald en allemand) rassemble un ensemble continu de contrées environnées de montagnes forestières dans le land de Rhénanie-Palatinat en Allemagne. Il s'agit d'un reliquat d'une vaste « foresta »  placée sous l'autorité des comtes du palais impérial à la fin de la dynastie carolingienne. Ces dignitaires émancipés en partie du pouvoir régalien sont devenus les comtes palatins du Rhin, laissant à leur principauté le nom de Palatinat.
La forêt palatine forme par ailleurs un ensemble géomorphologique unique avec les Vosges du Nord, rassemblé au sein de la réserve de biosphère transfrontière des Vosges du Nord-Pfälzerwald. Cet ensemble est étroitement lié au massif des Vosges, dont il n'est séparé que par le col de Saverne.

## Géographie

### Topographie

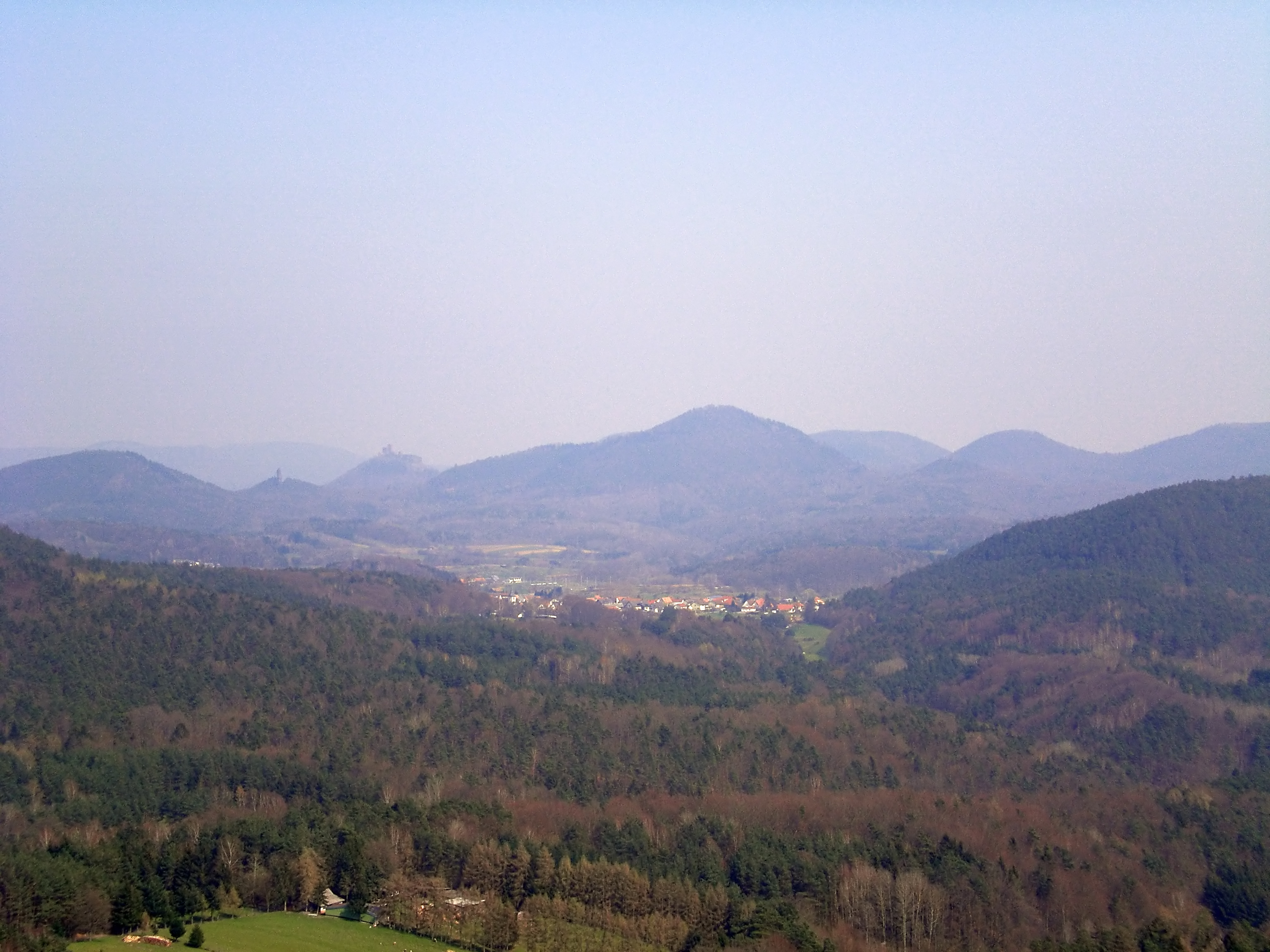
Paysage typique, avec montagnes anciennes vallonnées, couverte de forêts (ici mélange de feuillus et résineux), avec prairies et habitations, et quelques cultures dans les vallées

Ce massif est situé entre Kaiserslautern au nord, Landau à l'est et Pirmasens à l'ouest. Le Pfälzerwald se situe directement au nord des Vosges du Nord, de l'autre côté de la frontière française. Ces deux massifs ne constituent en réalité qu'un seul massif, d'un point de vue géomorphologique, dont le nom change à la frontière entre la France et l'Allemagne. Le sommet le plus élevé est le Kalmit (673 mètres) dans la Haardt. Le Pfälzerwald est une région forestière, mais dispose aussi d'un vignoble sur son versant oriental (la Haardt).

### Géologie

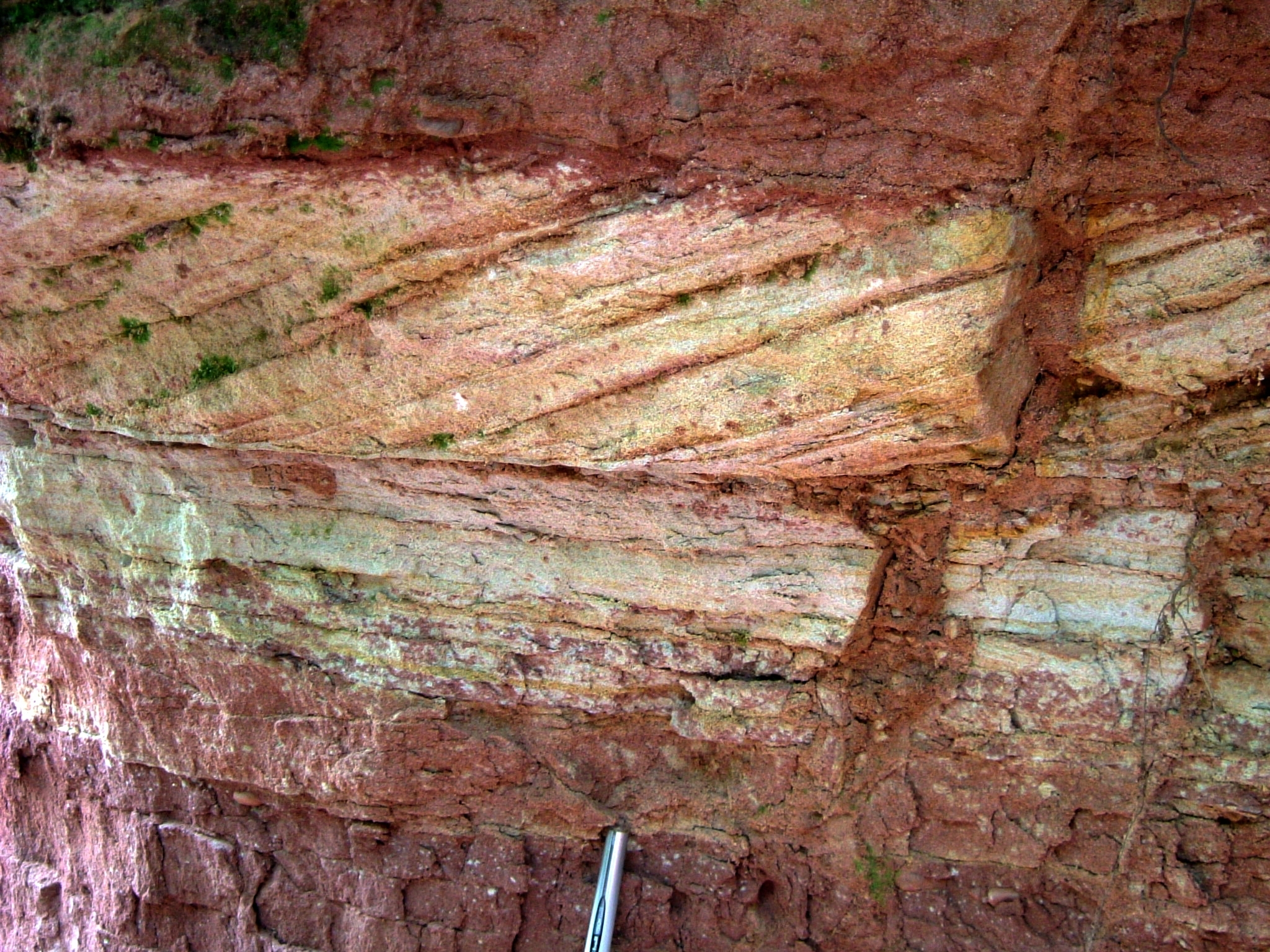
Coupe naturelle sur site géologique remarquable, où l'on peut observer des litages variés (horizontaux, obliques ou entrecroisés) dans le sable grésifié et plus ou moins ferrugineux, témoignages ancien du travail de l'eau, ancien et récent (érosion hydrique et éolienne). On observe aussi les décochements dus aux failles, faillettes et microfailles ; dans le Pfälzerwald (littéralement « forêt palatine ») dans un groupe de montagnes du land de Rhénanie-Palatinat.

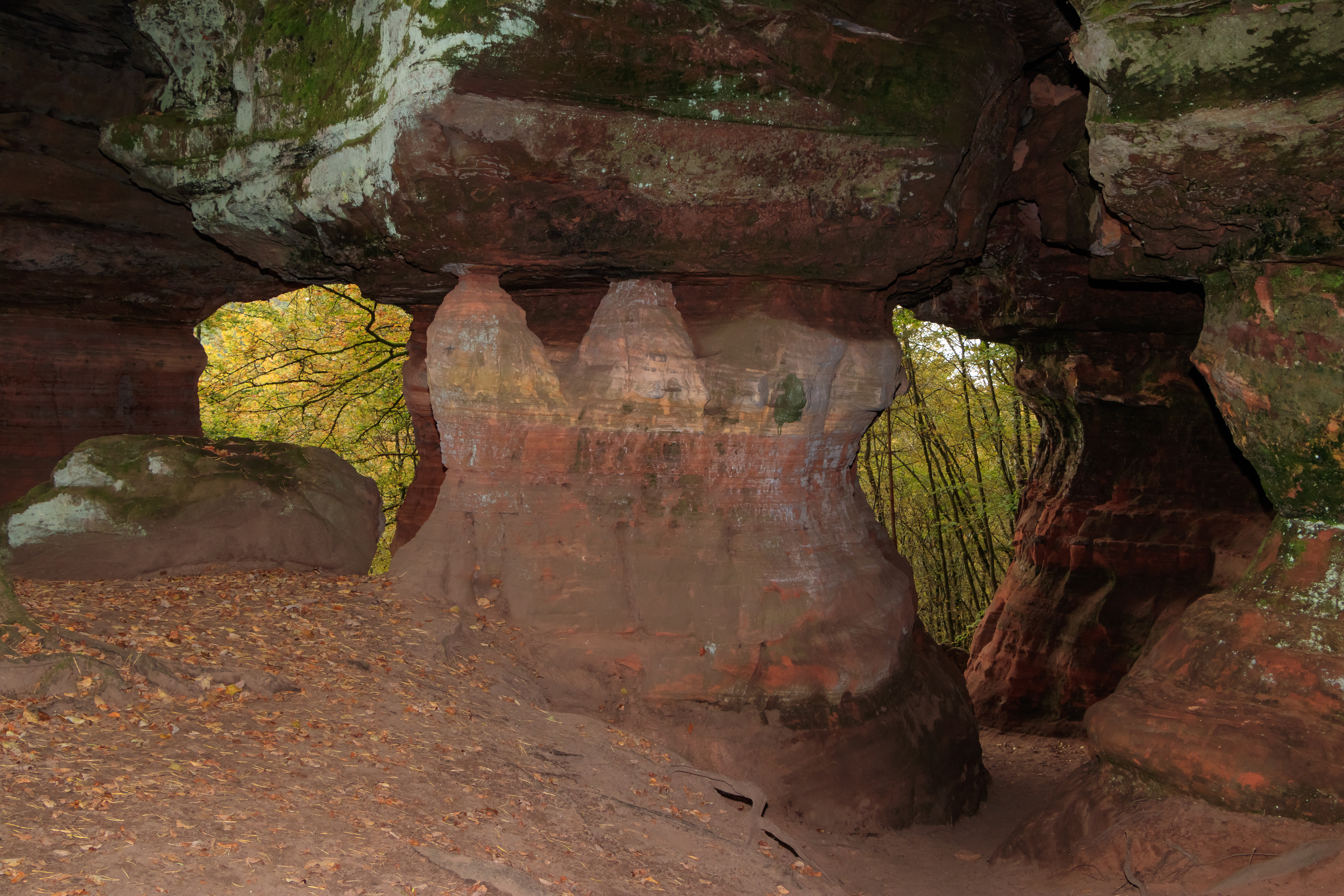
Les rochers du Vieux Château dans la forêt palatine, près de la ville d'Eppenbrunn.

On y observe des formations remarquables de grès bigarré, plus ou moins érodées, qui se sont déposées dans cette région il y a environ 200 millions d'années, au début du Mésozoïque. Elles forment l'élément géologique dominant.

### Faune et flore
Il fait partie de la réserve de biosphère transfrontière des Vosges du Nord-Pfälzerwald (ou réserve de biosphère transfrontalière Pfälzerwald-Vosges du Nord) dont la partie allemande est depuis 1998 classée en parc naturel (parc naturel de la forêt palatine, reconnu par l'UNESCO en 1992, comme 12e réserve de biosphère en Allemagne).
C'est là dans les vignes en friches et les vergers traditionnels que le bruant zizi (Emberiza cirlus) possède ses seuls sites de nidification en Allemagne.
Le lynx a été réintroduit.

## Activités

### Protection environnementale
Le parc et la réserve de biosphère concourent, avec les habitants et acteurs économiques à la restauration, protection et gestion des ressources naturelles, « contribuent à lutter contre les nuisances environnementales et visent à favoriser un comportement respectueux de l’environnement. Les programmes de développement, la recherche, les observations et les campagnes de sensibilisation ont pour mission de promouvoir et d’assurer, sur le long terme, une cohabitation harmonieuse de l’homme et de la nature ». Dans le cadre du Programme sur l'homme et la biosphère de l'UNESCO, les réserves de la biosphère visent la cohabitation harmonieuse de l'homme et de la nature.

### Économie
Les principales ressources économiques sont la sylviculture, la viticulture et le tourisme de nature et gastronomique, qui peut s'appuyer sur des paysages de qualité, une faune, flore et fonge variées.

Vue panoramique sur le Pfälzerwald.